# Región Vesturland

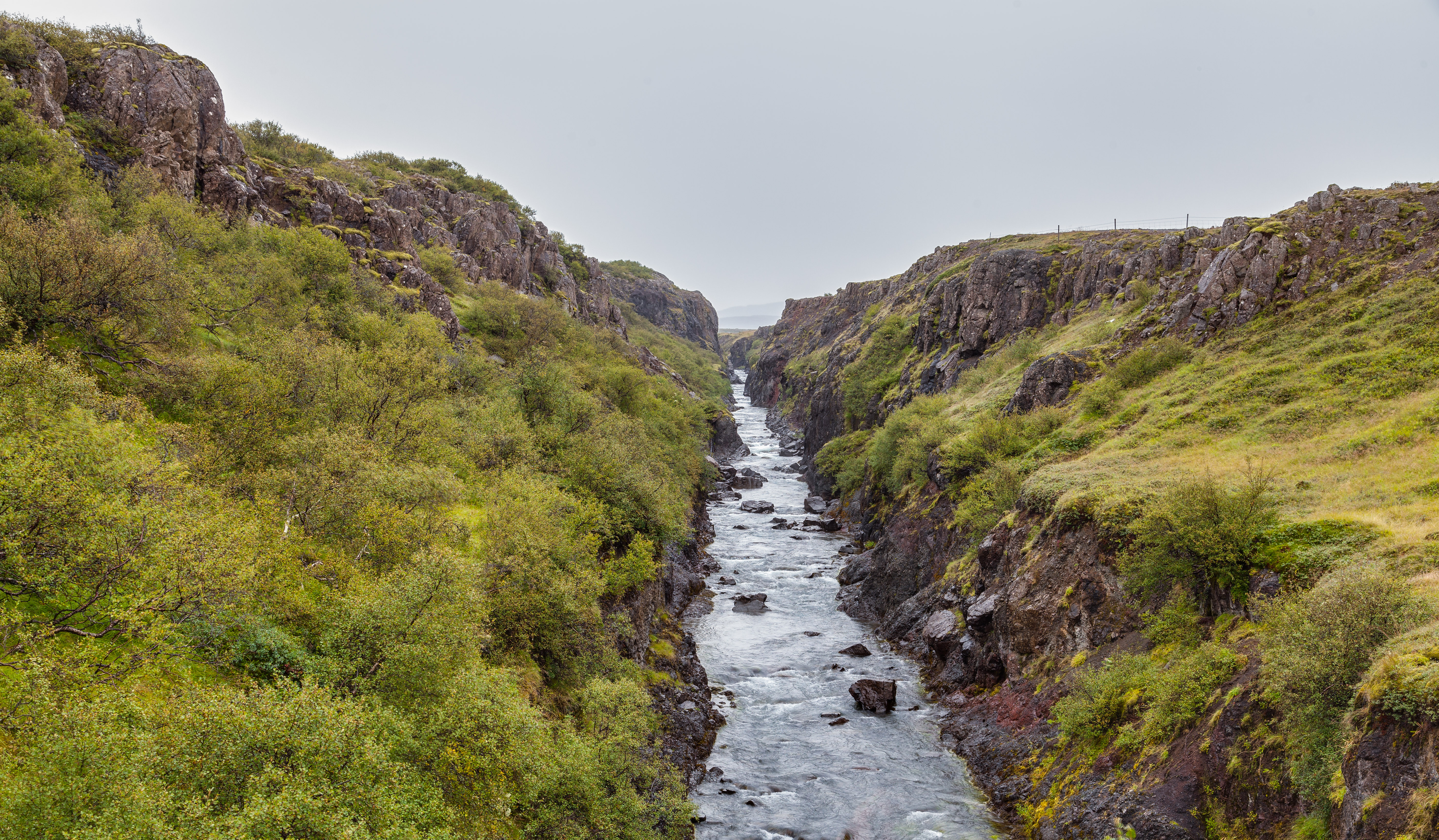
Río en Borgarbyggð.

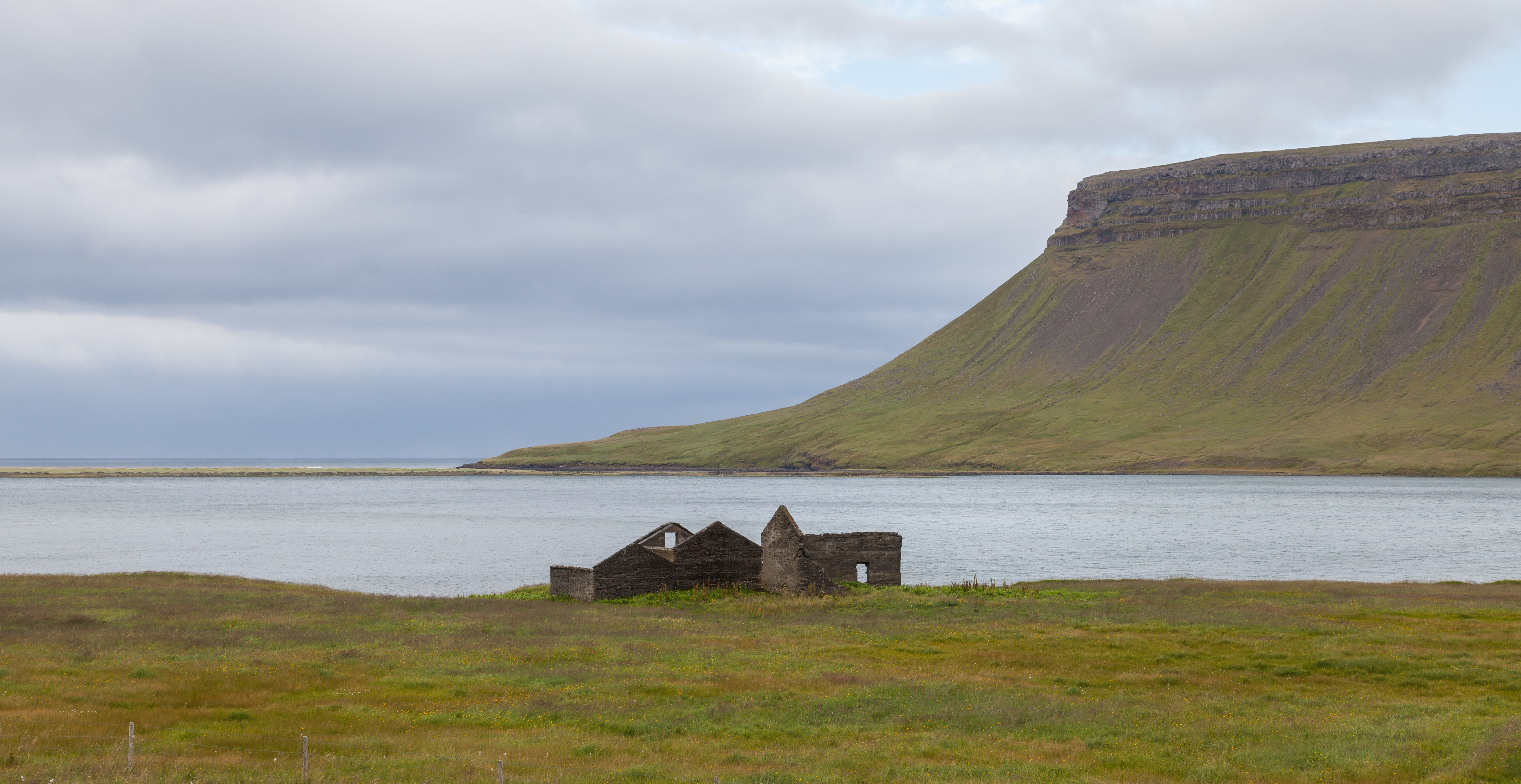
Paisaje en Búlandshöfði, Snæfellsnes.

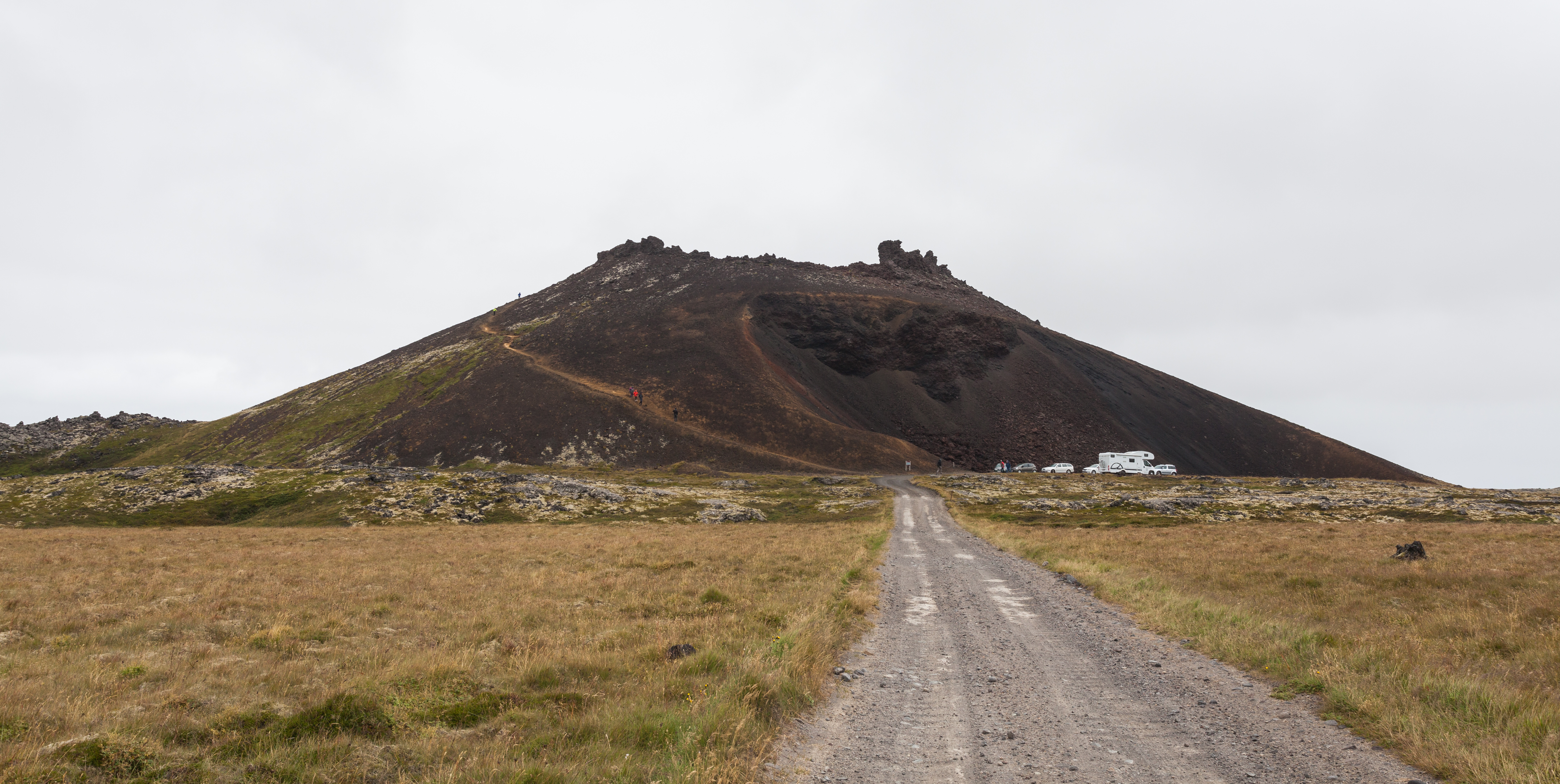
Cráter Saxhóll, Snæfellsnes.

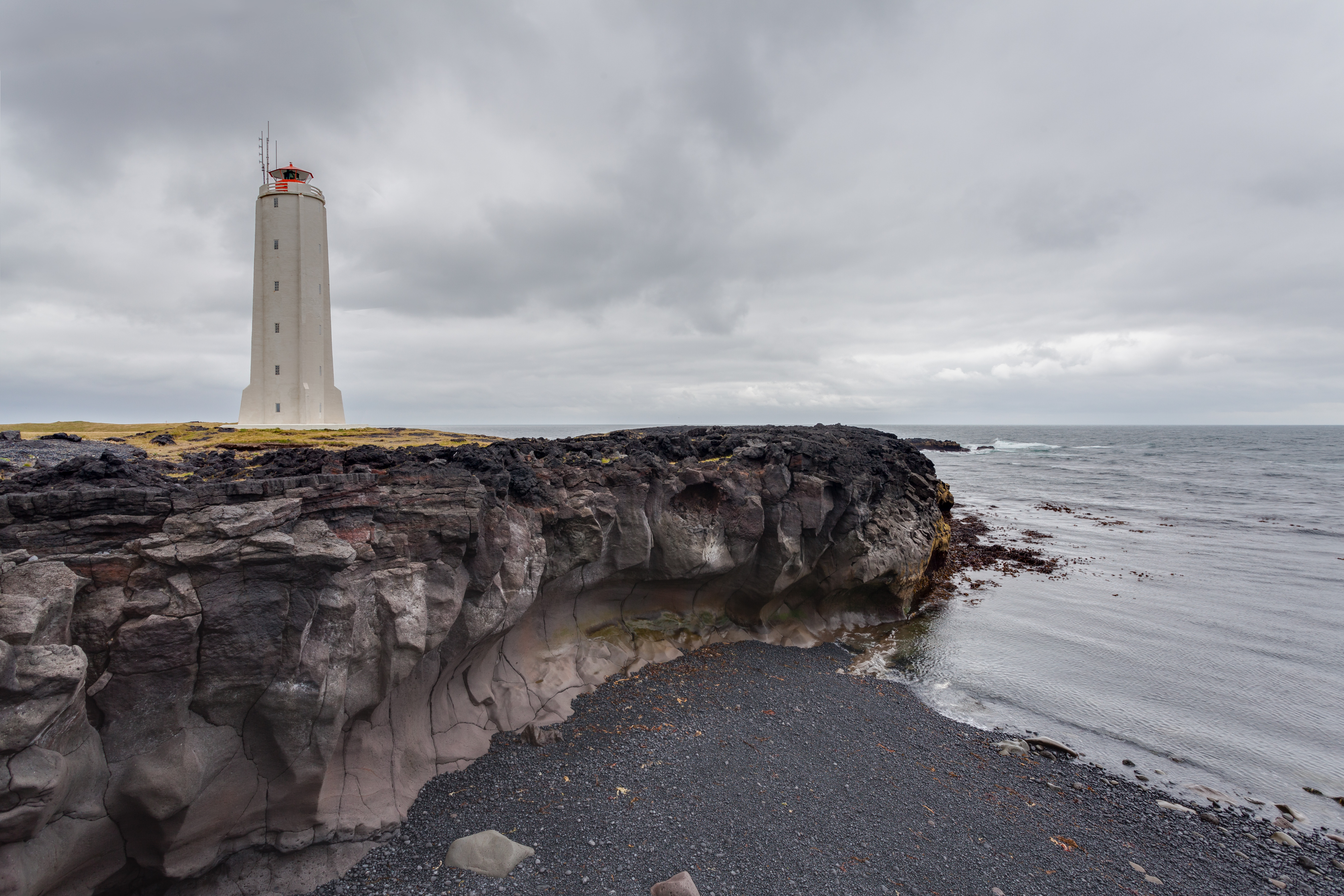
Faro de Malarrif.

Vesturland (en español: Región occidental) es una de las ocho regiones de Islandia. Su capital es Borgarnes, mientras que Akranes es la ciudad con mayor población.

## Geografía
La región de Vesturland se encuentra localizada en la zona occidental del país. Tiene una superficie de aproximadamente 9.554 kilómetros cuadrados, que en términos de extensión es comparable con Chipre. 
La región se encuentra en la zona norte de la bahía Faxaflói, donde se encuentra la región de Höfuðborgarsvæði, que alberga la capital Reikiavik. También limita al sur y al suroriente con Suðurnes, al nororiente con Norðurland Vestra y al norte con Vestfirðir.
El principal accidente geográfico de su litoral sobre el océano Atlántico, muy cerca del Ártico, es la península de Snæfellsnes, conocida como 'Islandia en miniatura', pues alberga varios volcanes y glaciares característicos de la isla, como el Snæfellsjökull.
Cuenta con las cascadas de Barnafoss, Glymur y Hraunfossar. En sus costas se encuentran los fiordos de Borgarfjörður, Breiðafjörður y Grundarfjörður. A su vez, su territorio alberga los glaciares de Eiríksjökull, Langjökull y Snæfellsjökull.

## Población
La población asciende a unos 15.601 habitantes y la densidad poblacional asciende a 1,51 residentes por kilómetro cuadrado, una de las más altas de todo el país.

## División administrativa
En Vesturland se encuentran cuatro condados y once municipios.

### Condados
Dentro de Vesturland se localizan los siguientes condados:
- Borgarfjarðarsýsla
- Dalasýsla
- Mýrasýsla
- Snæfellsnes-og Hnappadalssýsla

### Municipios
Vesturland comprende los siguientes municipios:
- Akranes
- Borgarbyggð
- Dalabyggð
- Eyja- og Miklaholtshreppur
- Grundarfjörður
- Helgafellssveit
- Hvalfjarðarsveit
- Skorradalshreppur
- Snæfellsbær
- Stykkishólmur